# Jellingdynastiet
Jellingdynastiet (også kaldet Gorm den Gamles slægt eller Gormslægten eller mere sjældent Jelling-Slægten eller Det Gormske Kongehus) er betegnelsen for et regerende dansk fyrstehus, der menes at være grundlagt af Hardeknud (også kaldet Knud 1.) måske i begyndelsen af det 10. århundrede. Fyrstehuset er desuden også stamfar til den Oldenborgske slægt (gennem Erik Klipping) og den Glücksburgske slægt (gennem Christian 3.), og har dermed (som det eneste fyrstehus i Europa) formået at beholde magten i henved 1100 år (eller mere, hvis der kan føres bevis for, at dynastiet også har regeret som konger i (dele af) Danmark før Knud 1. Hardeknud).

## Jellings rolle som kongesæde
Jelling var traditionelt i 1900-tallet blevet anset som danernes kongesæde, hvilket gav anledning til betegnelserne "Jelling-kongerne" (1920'erne), "Jellingslægten" (1930-erne) og Jellingdynastiet (1940-erne). Det skyldes den udpegning, som Erik Arup og hans samtidige foretog af Jelling som kongesæde, da han skrev, "at sikkert er det, at Gorm omkring 950 var konge, og at hans kongesæde var Jelling". Siden 1980'erne har arkæologien og kildekritikken undermineret det 100 år gamle grundlag, så Niels Lund i 2006 måtte skrive om 1000-tallet: "Da var Jelling ikke noget magtcenter, hvis det nogensinde var andet end et gravmæle". Det efterlader derfor ikke nogen egentlig konsensus om opfattelsen af Jelling som et kongesæde eller ej, men de litterære kilder og de arkæologiske konklusioner kan oplistes således:
Ældre kildetekster:
- Jellingstenene, 958-965: Ingen tekst om noget kongesæde.
- Thietmar, ca. 1018: "Lederun (Lejre), hovedstaden (caput regni) i det landskab, som kaldes Selon"
- Adam af Bremen, 1075: Omtaler kun Roscald som danernes kongesæde på sin egen tid
- Roskildekrøniken, 1138: "Gorm … opslog sit kongesæde på Sjælland"
- Sven Aggesen, 1185: "Lejre, dengang et berømt kongesæde" & "Harald Blaatand lod begge sine forældre efter hedensk skik jorde i to lige store høje — et anseeligt gravmæle tæt ved Jelling Kongsgård"
- Lejrekrøniken 1180’erne, Saxo 1200, sagaerne 1200-tal: Alle omtaler Lejre som danernes kongesæde - ingen om Jelling som kongesæde.

Arkæologi bl.a.:
- Tom Christensen (Roskilde Museum), 'Lejre bag Myten', 2015: Udgravningerne viste Lejre som et kongeligt og religiøst center ca. 500-1000
- Mads Kähler Holst (Moesgård Museum), Mads Dengsø Jessen (Nationalmuseet), Anne Pedersen (Nationalmuseet), 'Runestenens Jelling', 2013: Ingen spor af høvdingesæde i Jelling fra 700-tallet til opførelsen af monumenterne, runestenene, palisaden og bygningerne i 958-970. Efter 1000-tallet var kun kirken i brug mellem monumenterne.[4]

Der er ingen intern modstrid mellem disse oplysninger, som peger på Lejre, som et center for en omrejsende konge. Der er derimod kun få kilder tilbage, der kunne indikerer Jelling som kongesæde, og hvis det skal opfattes som sådan, synes det alene at begrænse sig til tiden omkring Harald Blåtand.

## BetegnelsenJellingdynastiet
I dag må Jelling anses som et spektakulært mindesmærke for ægtefællerne Gorm og Thyra, Danmarks samling og Danmarks kristning - et magtsymbol med en strategisk placeret repræsentationshal, hvor vejene mødes mellem Tyskland, Jylland og Østdanmark. Slægten kan føres bagud i tid via Hardeknud, men Gorms og Thyras grave i Jelling-monumentet var en del af det ny- eller gensamlede Danmarks symbolik, og Gorm var den første dokumenterede konge på grund af Jellingstenene. Et ændret syn på Jelling som kongesæde ændrer derfor ikke på, at man fortsat kan betegne den kongeslægt, som stammer fra dette ægtepar, som Jellingdynastiet.
De danske konger var fra gammel tid valgt, men de udvalgtes i praksis altid inden for den samme slægt indtil arvekongedømmet i 1660 - en del af Saxos og Svend Aggesens opgave var som her at skildre lovgrundlaget "gammel skik". Den gamle udvælgelsespraksis er skildret af Sven Aggesen, som fortalte, at man kunne vælge fra sidelinjerne, og Saxo fortalte, at man fulgte kvindelinje både ved Sigvard Ring (Sigifred II) og Sven Estridsen - og muligvis også ved Ring (Sigifred I).
Hvad angår længden af dynastiets tilknytning til den danske trone, så har det fra det 21. århundrede i nogen grad kunnet se anvendelsen af betegnelsen Jellingdynastiet brugt som en samlet betegnelse for alle danske regerende slægter, der direkte kan henvise deres afstamning til Gorm den Gamle og hans slægt.[kilde mangler]
 Ser man derimod alene på Jellingdynastiet som en slægt, der har fælles agnatiske aner (også kaldet sværdsiden), så var den sidste regent for det egentlige Jellingdynasti Hardeknud, der var konge fra 1035 og til sin død i 1042.

Det sidste kendte medlem af Jellingdynastiet i denne slægtsmæssige betragtning var Ælfwine Haroldsson, en (formodet) søn af Harald Harefod, der døde som prior i et kloster i Akvitanien måske engang i 1070'erne eller 1080'erne. Den oprindelige kongelige slægt ad mandslinjen med en vis tilknytning til Jelling kan altså, ifølge de tilgængelige tilnærmelsesvist samtidige kilder, følges gennem 7 generationer, fra Hardeknud og indtil Ælfwine Haroldsson.

Det giver følgende slægtlinje:
1. Hardeknud, konge af (noget af) Danmark
2. Gorm den Gamle, konge af Danmark (eller det meste af Danmark ?)
3. Harald Blåtand, konge af Danmark og Norge samt herre over Jumne samt hans bror Knud Danaást, medkonge af Danmark sammen med faderen Gorm, begge (den ene efter den anden) gift med Tove
4. Svend Tveskæg, konge af Danmark, Norge og England (søn af begge ovenstående brødre - biologisk søn af Knud og stedsøn af Harald)
5. Knud den Store, konge af Danmark, Norge, England og "dele af" Sverige samt overherre over Skotland
6. Harald Harefod, konge af England
7. Ælfwine Haroldsson, prior i klosteret Sainte Foi i Conques i Akvitanien

Det oprindelige Jellingdynasti ad mandslinjen blev i Danmark efter en kortere periode med norsk regentskab fra 1042 til 1047 afløst af Svend Estridsen og hans efterkommere (Svend Estridsen var søn af Svend Tveskægs datter Estrid). Svens Estridsens efterslægt ud af den agnatiske linje regerede Danmark frem til 1412.

## Dynastiets forgængere
I frankiske annaler findes meget sikre samtidige oplysninger af danske konger i 800-tallet, men i 873 forsvinder omtalen af danske forhold pludselig fra kilderne. Grunden kan være, at den tidligere danske kongemagt er blevet svækket af indbyrdes stridigheder. Der findes kun sparsomme oplysninger i form af runesten, tyske kilder, men den mest omfattende og sammenhængende kilde er af krønikeskriveren Adam af Bremen, der nævner optegnelser af konger fra 873 – 936 med Svend 2. Estridsen som kilde. Den er meget pålidelig med hensyn til de sidste 50 år, der ligger nærmest Adams egen tid, men i starten af 900-tallet er der kun få, spredte, misforståede oplysninger.

### Olaf-dynastiet
Om dynastiet omkring Hedeby, det såkaldte Olaf-dynasti vides kun lidt. På Sigtryg-stenen står der, at Ásfríðr gerði kuml þessi, dóttir Óðinkárs, ept Sigtrygg konung, son sinn ok Gnúpu. Gormr reist rúnar. Dette forstås som: "Asfrid Odinkarsdatter gjorde disse minder for kong Sigtryg, hendes og Gnupas søn. Gorm ristede runerne"
Den tyske krønikeskriver Adam af Bremen nævner at Olaf kom fra Sverige og erobrede riget fra Helge (i krøniken kaldt Heiligo). Derefter regerede han med sine sønner Gurd og Chnob, som senere overlod magten til Sigerich. "Chnob" og "Sigerich" regnes for identiske med Gnupa og Sigtryg, og dermed menes Adam af Bremens pålidelighed at være bevist. Da Adam af Bremen har været pålidelig med hensyn til Gnupa og Sigtryg er oplysningen om Olaf, der "kom fra Sverige" også meget sandsynlig, da kongemagten var ustabil på det tidspunkt og nemt kan være erobret af  slægter fra andre lande. Dette fornægter naturligvis ikke teorien om, at Olaf kan have været en dansk kongeætling, der har samlet støtter i Sverige for at vende tilbage og erobre riget
Omfanget af Olafs, Gnupas og Sigtrygs rige er ukendt, men de har med sikkerhed regeret over Sønderjylland. Muligvis har de også regeret over hele Jylland eller måske hele Danmark. Det er dog sandsynligt, at der har været en vis opløsning og/eller svækkelse af riget, da det i 870'erne lykkedes Harald Hårfager at erobre hele Øst- og Vestfold, der i en frankisk annal fra 814 betragtes som en del af den danske konges rige.
Ifølge den saksiske krønikeskriver Widukinds beretning, overvandt den tysk-romerske kejser Henrik Fuglefænger danerne i 934 og tvang Kong Chnob til at lade sig døbe. Dette står i direkte modstrid til Adam af Bremens beretning, da Adam nævner Gorm den Gamle som dansk konge i 934; og Widukinds oplysning er sikkert fejlagtig, idet hans oplysninger stammer fra klostrets årbøger, og i dem står der intet om hverken Chnob eller dåben. Og hvis den virkelig var foregået, er der ingen tivl om, at Adam af Bremen ville have nævnt den i sin krønike som en triumf for kristendommen.

## Dynastiets grundlæggelse
Knud 1. Hardeknud, der regnes for grundlæggeren af dynastiet, er en meget mystisk person, som der stort set intet vides om. Han nævnes kun af den tyske krønikeskriver Adam af Bremen. Den islandske krønikeskriver Snorri Sturluson kalder dog Gorm den Gamle for Gorm Hardeknudsøn. Derfor antages Gorm at være søn af Hardeknud.
Adam af Bremen skriver i sin krønike om de Bremerske og Hamborgske bisper, med den danske konge Svend 2. Estridsen som kilde:
| Citat                       | Efter den svenske Prinds Olaf, som regjerede i Danmark, tilligemed sine Sønner, indsattes Sigerik i hans Sted. Efter en kort Regjering blev Riget ham frataget af Hardegon, Svends Søn, som kom fra Normannien. | Citat |
| Oversat af P.W. Christensen | |       |

Denne Hardegon skaber en del splid blandt historikere og andre folk med interesse for historie. Filologen Lis Jacobsen argumenterer i sin bog "Svenskevældets Fald. Studier til Danmarks Oldhistorie i filologisk og runologisk Lys" (København, 1929) for, at Hardegon og Hardeknud (Knud 1.) ud fra en filologisk betragtning må være to forskellige personer, og at Hardegon nok skal opfattes som Harde-Gunni. Lis Jacobsens konklusion stod i årtier nærmest uantastet, men siden 1980'erne er en række historikere begyndt at argumentere for, at Hardegon og Hardeknud måske godt kan være én og samme person. Bruger man Adam af Bremen som kilde kan man formode, at Hardeknud overtager tronen på et tidspunkt i ærkebiskoppen Hogers tid, dvs. mellem 909 og 916.
Teksten "Nortmannien" henviser sandsynligvis til Normandiet, hvor der var en betydelig dansk bosættelse i vikingetiden, men kan også referere til Norge eller i bredere forstand et hvilket som helst sted, hvor nordboere var bosat eller havde slået sig ned.

### Samlingen af "Danmark"
Som sagt var kongemagten ustabil på den tid, og der er ingen samtidig kilde til, at den pågældende "Hardeknud Svendsen" nogen sinde har eksisteret. Derimod er der flere kilder til eksistensen af hans søn Gorm, der kan have haft en af sine kongsgårde i Jelling. Gorm var nemlig med sikkerhed konge i 936, da ærkebiskop Unni af Hamborg-Bremen besøgte ham i Danmark. Der nævnes også hans søn Harald. Gorm nævnes desuden også på Jellingstenene.
Nogle hælder til den teori, at "Danmark" var en betegnelse for riget øst for Storebælt, og at den jyske kong Gorms giftemål med Thyra med tilnavnet "danmarks bod/pryd" skal tyde på, at Gorm kun herskede Jylland, og at han, ved at gifte sig med en dansk prinsesse, ville vinde hele "Danmark". Denne teori medfører, at det danske rige skulle være splittet i Jylland og "Danmark", og at disse to riger skulle have haft hver sin konge, hvilket dog ikke kan bevises.
Harald Blåtand, Gorms søn, fik kongemagten i Jylland efter sin far, og udvidede derefter muligvis riget til sin 'fulde' udstrækning (som det var kendt ved op gennem de følgende århundreder). Han kunne altså på Den Store Jellingsten proklamere, at han "vandt sig al Danmark". Sikkert er det, at Trelleborgs lighed med andre cirkelborge i landet viser, at disse områder var underlagt samme hersker i 980'erne.
At han "vandt sig al Danmark" har andre dog tolket som genvindingen af Sønderjylland i 983, hvor tyskerne havde oprettet en "grænsemark", hvilket støttes af et brev fra 965, der hentyder til "danernes mark og rige".
Teorierne omkring dette spekulative område kan dog aldrig verificeres og kan højst accepteres som kvalificerede gætterier.

## Yngre, regerende grene af dynastiet
Denne oversigt over yngre grene indeholder kun grene, der har regeret over et konge- eller kejserrige og lægger fokus på arveret og -stridigheder. For mere udførlig liste over yngre grene af den Oldenborgske slægt, se evt. Hertuger af Sønderborg og Glücksburgske slægt.

### Oldenborgske slægt (Danmark-Norge)
Ved Christoffer af Bayerns død i 1448 var den direkte linje af dynastiet uddødt, og Kalmarunionens stabilitet i fare. Man besluttede sig for at tilbyde Adolf 8. af Holsten (der var efterkommer af Erik Klipping, Håkon 5. af Norge og Magnus Ladelås) unionstronen, men Adolf sagde nej, og foreslog i stedet sin søstersøn Christian som tronfølger. Året efter besteg Christian den dansk-norsk-svenske trone under navnet Christian 1.
Oversigt over Christian 1.s arveret til den danske trone: Erik Klipping → Richiza af Danmark → Sophie af Werle → Henrik 2. af Holsten → Gerhard 6. af Holsten → Hedevig af Holsten → Christian 1.

#### Slesvig-Holsten-Gottorp (Sverige, Rusland)
Christian 1.s barnebarn Christian 3. delte Slesvig-Holsten i en kongelig og en hertugelig del. Den kongelige beholdt han; den hertugelige overgik til hans brødre Hans den Ældre og Adolf. Hans fik sæde i Haderslev; Adolf fik sæde i Gottorp.
Adolfs efterkommer Hertug Frederik 3. af Slesvig-Holsten-Gottorp blev, gennem sin søn, Prins Christian August af Slesvig-Holsten-Gottorp, stamfar til den svenske linje af huset, der kom til at regere Sverige 1751 – 1819
Slesvig-Holsten-Gottorp-Romanov
Hertug Karl Frederik af Slesvig-Holsten-Gottorp (1700 – 1739) giftede sig med Anna Petrovna af Rusland, der var datter af zar Peter den Store og Katarina 1. af Rusland, og fik sønnen Peter, der blev russisk zar i 1762. Hans efterkommere kom til at regere Rusland frem til 1917.

#### Slesvig-Holsten-Sønderborg-Glücksburg
I 1863 døde den danske konge Frederik 7. barnløs, og kongemagtens nærmeste arving var hans faster Louise Charlotte af Danmark,der var barnebarn af Frederik 5. Hendes søn Frederik Vilhelm af Hessen-Kassel ville arve tronen derefter, men gav afkald på sit arvekrav til fordel for søsteren prinsesse Louise. Louise, der var gift med prins Christian af Glücksburg, gav på sin side afkald på sin arveret til tronen til fordel for sin mand, der var oldebarn af Frederik 5., og nedstammede i direkte mandlig linje fra Christian 3. Derfor endte man med at vælge Christian som tronfølger (og dermed som konge) efter Frederik 7. og dennes farbror Arveprins Ferdinand, der begge døde i 1863. Christian blev derefter konge under navnet Christian 9. Holstenerne ville dog ikke have Christian som slesvig-holstensk hertug, og ville hellere have Frederik Christian August af Slesvig-Holsten-Sønderborg-Augustenborg (der var en nærmere arving) som hertug. Men danskerne ville ikke have Frederik Christian August som konge på grund af familiens stærke tysksindethed.

## Fodnoter
1. ↑  Første gang, våbnet ses, er på Knud 6.s segl fra ca. 1194, men våbnet er muligvis ældre.[kilde mangler]
2. ↑  Når ses bort fra, at en enkelt konge udenfor dynastiet var konge af Danmark fra 1042 til 1047, nemlig Magnus den Gode af Norge.